# Igreja Presbiteriana Reformada no Chile
A Igreja Presbiteriana Reformada no Chile (em espanhol Iglesia Presbiteriana Reformada en Chile) é uma denominação reformada no Chile, fundada em 2017, pelo pastor Marcelo Sánchez, missionário da Igreja Presbiteriana Reformada da América do Norte, anteriormente vinculado à Igreja Presbiteriana Nacional do Chile.

## História
Na década de 2010, um grupo de pessoas lideradas pelo pastor Marcelo Sánchez (anteriormente vinculado à Igreja Presbiteriana Nacional do Chile), na cidade de Lo Prado, aderiu à doutrina da Igreja Presbiteriana Reformada da América do Norte (IPRAN). Em 2017, a IPRAN recebeu o grupo de membros como uma congregação, bem como o pastor Marcelo Sánchez como missionário da denominação.
Em 2020, a denominação já havia plantado igrejas em Lampa e Santiago.

## Doutrina
A denominação subscreve o Confissão de Westminster, Catecismo Maior de Westminster e Breve Catecismo de Westminster e se diferencia de outras denominações presbiterianas do país por adotar a salmodia exclusiva e a guarda do domingo. Além disso, não permite a ordenação de mulheres aos ofícios de diaconisas, pastoras ou presbíteras.